# Ростовська консерваторія
Ростовська державна консерваторія ім. С.В Рахманінова (рос. Ростовская государственная консерватория им. С.В. Рахманинова) — державний вищий музичний навчальний заклад в Ростові-на-Дону.
Створена у 1967 році Наказом Ради міністрів РРФСР від 27.06.1966 р. № 558 як Ростовський державний музично-педагогічний інститут. Ректором РДМПІ призначено доцента В. Г. Шипуліна (працював до 1973).
У 1992 році Розпорядженням Уряду Російської Федерації від 20.04.92 № 763-р РДГМПІ перетворений у Ростовську державну консерваторію ім. С. В. Рахманінова.

## Репутація
У 2022 ректор Ростовської консерваторії М. Савченко став одним із підписантів листа на підтримку війни проти України, що викликав осуд світового співтовариства.  